# Нильсен, Андерс Петер
Андерс Петер Нильсен (дат. Anders Peter Nielsen; 25 мая 1867, Орхус — 16 апреля 1950, Копенгаген) — датский стрелок, чемпион и призёр летних Олимпийских игр и чемпион мира 1930.

## Летние Олимпийские игры 1900
На летних Олимпийских играх 1900 в Париже Нильсен участвовал в соревнованиях по стрельбе из винтовки. В одиночном соревновании стоя он занял 11-еместо с 277 очками, с колена разделил 2-ю позицию с 314 баллами, получив серебряную медаль, и лёжа снова 2-е место с 330 очками, выиграв свою вторую серебряную награду. В стрельбе из трёх позиций, в которой все ранее набранные очки складывались, он стал 2-м, став уже трижды серебряным призёром Игр. В командном соревновании его сборная стала четвёртой.

## Летние Олимпийские игры 1912
На Играх 1912 в Стокгольме Нильсен участвовал в двух соревнованиях — в стрельбе из винтовки из трёх позиций на 300 метров он стал 47-м, а из пистолета на 50 метров 50-м.

## Летние Олимпийские игры 1920
На Играх 1920 в Антверпене Нильсен соревновался в 4 дисциплинах. Он стал чемпионом в командной стрельбе из армейской винтовки стоя на 300 метров. Также он стал седьмым в аналогичном индивидуальном состязании, четвёртым в командной стрельбе из малокалиберной винтовки на 50 метров и 11-м в таком же одиночном соревновании.

## Летние Олимпийские игры 1924
На Играх 1924 снова в Париже Нильсен принял участие в трёх стрелковых соревнованиях. Он стал четвёртым стрельбе из малокалиберной винтовки на 50 метров лёжа, 4-м в таком же соревновании, но стоя и среди команд, 24-м в соревновании по винтовке на 600 метров и шестым в командном состязании по стрельбе из винтовки.

## Чемпионаты мира
Нильсен участвовал на чемпионатах мира 1899, 1900, 1929 и 1930. Он получил четыре серебряных и три бронзовые медали, а на последнем чемпионате победил в стрельбе лёжа из произвольной винтовки среди команд.